# Campeonato Húngaro de Patinação Artística no Gelo
O Campeonato Húngaro de Patinação Artística no Gelo (em húngaro:  Magyar Műkorcsolya- és Jégtáncbajnokság) é uma competição nacional anual de patinação artística no gelo da Hungria. Os patinadores competem em quatro eventos, individual masculino, individual feminino, duplas e dança no gelo.
A competição determina os campeões nacionais e os representantes da Hungria em competições internacionais como Campeonato Mundial, Campeonato Mundial Júnior, Campeonato Europeu e os Jogos Olímpicos de Inverno.
Desde de 2014 a competição é disputada junto com os campeonatos tcheco, eslovaco e polonês, sendo que os patinadores competem simultaneamente, e tem formado os pódios para cada país.

## Edições
| Ano        | Edição               | Cidade sede              | Sênior               | Sênior               | Sênior               | Sênior               | Ref                  |
| Ano        | Edição               | Cidade sede              | M                    | F                    | P                    | D                    | Ref                  |
| ---------- | -------------------- | ------------------------ | -------------------- | -------------------- | -------------------- | -------------------- | -------------------- |
| 1900       | 1.ª                  |                          | •                    | –                    | –                    | –                    | [ 1 ]                |
| 1901       | 2.ª                  |                          | •                    | –                    | –                    | –                    | [ 1 ]                |
| 1902       | Não houve competição | Não houve competição     | Não houve competição | Não houve competição | Não houve competição | Não houve competição | Não houve competição |
| 1903       | 3.ª                  |                          | •                    | –                    | –                    | –                    | [ 1 ]                |
| 1904       | 4.ª                  |                          | •                    | –                    | –                    | –                    | [ 1 ]                |
| 1905       | 5.ª                  |                          | •                    | –                    | –                    | –                    | [ 1 ]                |
| 1906       | 6.ª                  |                          | •                    | –                    | –                    | –                    | [ 1 ]                |
| 1907       | 7.ª                  |                          | •                    | –                    | –                    | –                    | [ 1 ]                |
| 1908       | 8.ª                  |                          | •                    | –                    | –                    | –                    | [ 1 ]                |
| 1909       | 9.ª                  |                          | •                    | –                    | –                    | –                    | [ 1 ]                |
| 1910       | 10.ª                 |                          | •                    | –                    | –                    | –                    | [ 1 ]                |
| 1911       | 11.ª                 |                          | •                    | –                    | –                    | –                    | [ 1 ]                |
| 1912       | 12.ª                 |                          | •                    | –                    | –                    | –                    | [ 1 ]                |
| 1913       | Não houve competição | Não houve competição     | Não houve competição | Não houve competição | Não houve competição | Não houve competição | Não houve competição |
| 1914       | 13.ª                 |                          | •                    | –                    | –                    | –                    | [ 1 ]                |
| 1915– 1921 | Não houve competição | Não houve competição     | Não houve competição | Não houve competição | Não houve competição | Não houve competição | Não houve competição |
| 1922       | 14.ª                 |                          | •                    | –                    | –                    | –                    | [ 1 ]                |
| 1923       | Não houve competição | Não houve competição     | Não houve competição | Não houve competição | Não houve competição | Não houve competição | Não houve competição |
| 1924       | 15.ª                 |                          | •                    | •                    | –                    | –                    | [ 1 ]                |
| 1925       | 16.ª                 |                          | •                    | •                    | –                    | –                    | [ 1 ]                |
| 1926       | 17.ª                 |                          | •                    | •                    | –                    | –                    | [ 1 ]                |
| 1927       | 18.ª                 |                          | •                    | •                    | –                    | –                    | [ 1 ]                |
| 1928       | 19.ª                 |                          | •                    | •                    | •                    | –                    | [ 1 ]                |
| 1929       | 20.ª                 |                          | •                    | •                    | •                    | –                    | [ 1 ]                |
| 1930       | 21.ª                 |                          | •                    | •                    | •                    | –                    | [ 1 ]                |
| 1931       | 22.ª                 |                          | •                    | •                    | •                    | –                    | [ 1 ]                |
| 1932       | 23.ª                 |                          | •                    | •                    | •                    | –                    | [ 1 ]                |
| 1933       | 24.ª                 |                          | •                    | •                    | •                    | –                    | [ 1 ]                |
| 1934       | 25.ª                 |                          | •                    | •                    | •                    | –                    | [ 1 ]                |
| 1935       | 26.ª                 |                          | •                    | •                    | •                    | –                    | [ 1 ]                |
| 1936       | 27.ª                 |                          | •                    | •                    | •                    | –                    | [ 1 ]                |
| 1937       | 28.ª                 |                          | •                    | •                    | •                    | –                    | [ 1 ]                |
| 1938       | 29.ª                 |                          | •                    | •                    | •                    | –                    | [ 1 ]                |
| 1939       | 30.ª                 |                          | •                    | •                    | •                    | –                    | [ 1 ]                |
| 1940       | 31.ª                 |                          | •                    | •                    | •                    | –                    | [ 1 ]                |
| 1941       | 32.ª                 |                          | •                    | •                    | •                    | –                    | [ 1 ]                |
| 1942       | 33.ª                 |                          | •                    | •                    | •                    | –                    | [ 1 ]                |
| 1943       | 34.ª                 |                          | •                    | •                    | •                    | –                    | [ 1 ]                |
| 1944       | 35.ª                 |                          | •                    | •                    | •                    | –                    | [ 1 ]                |
| 1945       | Não houve competição | Não houve competição     | Não houve competição | Não houve competição | Não houve competição | Não houve competição | Não houve competição |
| 1946       | 36.ª                 |                          | •                    | •                    | •                    | –                    | [ 1 ]                |
| 1947       | 37.ª                 |                          | •                    | •                    | •                    | –                    | [ 1 ]                |
| 1948       | 38.ª                 |                          | •                    | •                    | •                    | –                    | [ 1 ]                |
| 1949       | 39.ª                 |                          | •                    | •                    | •                    | •                    | [ 1 ]                |
| 1950       | 40.ª                 |                          | •                    | •                    | •                    | •                    | [ 1 ]                |
| 1951       | 41.ª                 | Budapeste                | •                    | •                    | •                    | •                    | [ 1 ]                |
| 1952       | 42.ª                 | Budapeste                | •                    | •                    | •                    | •                    | [ 1 ]                |
| 1953       | 43.ª                 |                          | •                    | •                    | •                    | •                    | [ 1 ]                |
| 1954       | 44.ª                 | Budapeste                | •                    | •                    | •                    | •                    | [ 1 ]                |
| 1955       | 45.ª                 |                          | •                    | •                    | •                    | •                    | [ 1 ]                |
| 1956       | 46.ª                 |                          | •                    | •                    | •                    | •                    | [ 1 ]                |
| 1957       | 47.ª                 |                          | •                    | •                    | •                    | •                    | [ 1 ]                |
| 1958       | 48.ª                 |                          | •                    | •                    | •                    | •                    | [ 1 ]                |
| 1959       | 49.ª                 |                          | •                    | •                    | •                    | •                    | [ 1 ]                |
| 1960       | 50.ª                 |                          | •                    | •                    | –                    | •                    | [ 1 ]                |
| 1961       | 51.ª                 |                          | •                    | •                    | •                    | •                    | [ 1 ]                |
| 1962       | 52.ª                 |                          | •                    | •                    | •                    | •                    | [ 1 ]                |
| 1963       | 53.ª                 |                          | •                    | •                    | •                    | •                    | [ 1 ]                |
| 1964       | 54.ª                 |                          | •                    | •                    | •                    | •                    | [ 1 ]                |
| 1965       | 55.ª                 |                          | •                    | •                    | •                    | •                    | [ 1 ]                |
| 1966       | 56.ª                 |                          | •                    | •                    | •                    | •                    | [ 1 ]                |
| 1967       | 57.ª                 |                          | •                    | •                    | –                    | •                    | [ 1 ]                |
| 1968       | 58.ª                 |                          | •                    | •                    | •                    | •                    | [ 1 ]                |
| 1969       | 59.ª                 |                          | •                    | •                    | •                    | •                    | [ 1 ]                |
| 1970       | 60.ª                 |                          | •                    | •                    | •                    | •                    | [ 1 ]                |
| 1971       | 61.ª                 |                          | •                    | •                    | •                    | •                    | [ 1 ]                |
| 1972       | 62.ª                 |                          | •                    | •                    | •                    | •                    | [ 1 ]                |
| 1973       | 63.ª                 |                          | •                    | •                    | •                    | •                    | [ 1 ]                |
| 1974       | 64.ª                 |                          | •                    | •                    | •                    | •                    | [ 1 ]                |
| 1975       | 65.ª                 |                          | •                    | •                    | •                    | •                    | [ 1 ]                |
| 1976       | 66.ª                 |                          | •                    | •                    | •                    | •                    | [ 1 ]                |
| 1977       | 67.ª                 |                          | •                    | •                    | –                    | •                    | [ 1 ]                |
| 1978       | 68.ª                 |                          | •                    | •                    | –                    | •                    | [ 1 ]                |
| 1979       | 69.ª                 |                          | •                    | •                    | –                    | •                    | [ 1 ]                |
| 1980       | 70.ª                 |                          | •                    | •                    | –                    | •                    | [ 1 ]                |
| 1981       | 71.ª                 |                          | •                    | •                    | –                    | •                    | [ 1 ]                |
| 1982       | 72.ª                 |                          | •                    | •                    | –                    | •                    | [ 1 ]                |
| 1983       | 73.ª                 |                          | •                    | •                    | –                    | •                    | [ 1 ]                |
| 1984       | 74.ª                 |                          | •                    | •                    | –                    | •                    | [ 1 ]                |
| 1985       | 75.ª                 |                          | •                    | •                    | –                    | •                    | [ 1 ]                |
| 1986       | 76.ª                 |                          | •                    | •                    | –                    | •                    | [ 1 ]                |
| 1987       | 77.ª                 |                          | •                    | •                    | –                    | •                    | [ 1 ]                |
| 1988       | 78.ª                 |                          | •                    | •                    | –                    | •                    | [ 1 ]                |
| 1989       | 79.ª                 |                          | •                    | •                    | –                    | •                    | [ 1 ]                |
| 1990       | 80.ª                 |                          | •                    | •                    | –                    | •                    | [ 1 ]                |
| 1991       | 81.ª                 | Budapeste                | •                    | •                    | –                    | •                    | [ 2 ]                |
| 1992       | 82.ª                 | Budapeste                | •                    | •                    | –                    | •                    | [ 2 ]                |
| 1993       | 83.ª                 | Budapeste                | •                    | •                    | –                    | •                    | [ 2 ]                |
| 1994       | 84.ª                 | Budapeste                | •                    | •                    | –                    | •                    | [ 2 ]                |
| 1995       | 85.ª                 | Budapeste                | •                    | •                    | –                    | •                    | [ 2 ]                |
| 1996       | 86.ª                 | Budapeste                | •                    | •                    | –                    | •                    | [ 2 ]                |
| 1997       | 87.ª                 | Budapeste                | •                    | •                    | –                    | •                    | [ 2 ]                |
| 1998       | 88.ª                 | Budapeste                | •                    | •                    | –                    | •                    | [ 2 ]                |
| 1999       | 89.ª                 |                          | •                    | •                    | –                    | •                    | [ 1 ]                |
| 2000       | 90.ª                 |                          | •                    | •                    | –                    | •                    | [ 1 ]                |
| 2001       | 91.ª                 | Dunaujvaros              | •                    | •                    | –                    | •                    | [ 3 ]                |
| 2002       | 92.ª                 |                          | •                    | •                    | –                    | •                    | [ 4 ]                |
| 2003       | 93.ª                 | Budapeste                | •                    | •                    | –                    | •                    | [ 5 ]                |
| 2004       | 94.ª                 | Budapeste                | •                    | •                    | –                    | •                    | [ 6 ]                |
| 2005       | 95.ª                 | Budapeste                | •                    | •                    | –                    | •                    | [ 7 ]                |
| 2006       | 96.ª                 | Budapeste                | •                    | •                    | –                    | •                    | [ 8 ]                |
| 2007       | 97.ª                 | Budapeste                | •                    | •                    | –                    | •                    | [ 9 ]                |
| 2008       | 98.ª                 | Budapeste                | •                    | •                    | •                    | •                    | [ 10 ]               |
| 2009       | 99.ª                 | Budapeste                | •                    | •                    | –                    | •                    | [ 11 ]               |
| 2010       | 100.ª                | Budapeste                | •                    | •                    | •                    | •                    | [ 12 ]               |
| 2011       | 101.ª                | Budapeste                | •                    | •                    | –                    | •                    | [ 13 ]               |
| 2012       | 102.ª                | Budapeste                | •                    | •                    | –                    | •                    | [ 14 ]               |
| 2013       | 103.ª                | Budapeste                | •                    | •                    | –                    | •                    |                      |
| 2014       | 104.ª                | Bratislava, Eslováquia   | •                    | •                    | –                    | •                    | [ 15 ]               |
| 2015       | 105.ª                | Budapeste                | •                    | •                    | –                    | •                    | [ 16 ]               |
| 2016       | 106.ª                | Třinec, República Tcheca | •                    | •                    | •                    | –                    | [ 17 ]               |
| 2017       | 107.ª                | Katowice, Polônia        | •                    | •                    | –                    | –                    | [ 18 ]               |

## Lista de medalhistas

### Individual masculino
| Evento                      | Ouro                 | Prata                   | Bronze                  |
| 1900 (detalhes)             | Árpád Wein           | ?                       | ?                       |
| 1901 (detalhes)             | Tivadar Meszléri     | ?                       | ?                       |
| 1902                        | Não houve competição | Não houve competição    | Não houve competição    |
| 1903 (detalhes)             | Jenő Márkus          | ?                       | ?                       |
| 1904 (detalhes)             | Sándor Urbáry        | ?                       | ?                       |
| 1905 (detalhes)             | Sándor Urbáry        | ?                       | ?                       |
| 1906 (detalhes)             | Sándor Urbáry        | ?                       | ?                       |
| 1907 (detalhes)             | Sándor Urbáry        | ?                       | ?                       |
| 1908 (detalhes)             | Lily Kronberger      | ?                       | ?                       |
| 1909 (detalhes)             | Lily Kronberger      | ?                       | ?                       |
| 1910 (detalhes)             | Lily Kronberger      | ?                       | ?                       |
| 1911 (detalhes)             | Andor Szende         | ?                       | ?                       |
| 1912 (detalhes)             | Andor Szende         | ?                       | ?                       |
| 1913                        | Não houve competição | Não houve competição    | Não houve competição    |
| 1914 (detalhes)             | Andor Szende         | ?                       | ?                       |
| 1915–1921                   | Não houve competição | Não houve competição    | Não houve competição    |
| 1922 (detalhes)             | Andor Szende         | ?                       | ?                       |
| 1923                        | Não houve competição | Não houve competição    | Não houve competição    |
| 1924 (detalhes)             | Pál Jaross           | ?                       | ?                       |
| 1925 (detalhes)             | Pál Jaross           | ?                       | ?                       |
| 1926 (detalhes)             | Pál Jaross           | ?                       | ?                       |
| 1927 (detalhes)             | József Lápocsy       | ?                       | ?                       |
| 1928 (detalhes)             | József Lápocsy       | ?                       | ?                       |
| 1929 (detalhes)             | Marcell Vadas        | ?                       | ?                       |
| 1930 (detalhes)             | Marcell Vadas        | ?                       | ?                       |
| 1931 (detalhes)             | Marcell Vadas        | ?                       | ?                       |
| 1932 (detalhes)             | Marcell Vadas        | ?                       | ?                       |
| 1933 (detalhes)             | Dénes Pataky         | ?                       | ?                       |
| 1934 (detalhes)             | Dénes Pataky         | ?                       | ?                       |
| 1935 (detalhes)             | Dénes Pataky         | ?                       | ?                       |
| 1936 (detalhes)             | Dénes Pataky         | ?                       | ?                       |
| 1937 (detalhes)             | Elemér Terták        | ?                       | ?                       |
| 1938 (detalhes)             | Elemér Terták        | ?                       | ?                       |
| 1939 (detalhes)             | Elemér Terták        | ?                       | ?                       |
| 1940 (detalhes)             | Kristóf Kállay       | ?                       | ?                       |
| 1941 (detalhes)             | Ede Király           | ?                       | ?                       |
| 1942 (detalhes)             | Kristóf Kállay       | ?                       | ?                       |
| 1943 (detalhes)             | Kristóf Kállay       | ?                       | ?                       |
| 1944 (detalhes)             | Ede Király           | ?                       | ?                       |
| 1945                        | Não houve competição | Não houve competição    | Não houve competição    |
| 1946 (detalhes)             | Ede Király           | ?                       | ?                       |
| 1947 (detalhes)             | Ede Király           | ?                       | ?                       |
| 1948 (detalhes)             | Ede Király           | ?                       | ?                       |
| 1949 (detalhes)             | Ede Király           | ?                       | ?                       |
| 1950 (detalhes)             | Ede Király           | ?                       | György Czakó            |
| Budapeste 1951 (detalhes)   | György Czakó         | ?                       | ?                       |
| Budapeste 1952 (detalhes)   | György Czakó         | ?                       | ?                       |
| 1953 (detalhes)             | István Szenes        | ?                       | ?                       |
| Budapeste 1954 (detalhes)   | György Czakó         | ?                       | ?                       |
| 1955 (detalhes)             | István Szenes        | György Czakó            | ?                       |
| 1956 (detalhes)             | István Szenes        | György Czakó            | ?                       |
| 1957 (detalhes)             | Miklós Kuharovicz    | ?                       | ?                       |
| 1958 (detalhes)             | Miklós Rácz          | ?                       | ?                       |
| 1959 (detalhes)             | Miklós Rácz          | ?                       | ?                       |
| 1960 (detalhes)             | Károly Ujlaky        | ?                       | ?                       |
| 1961 (detalhes)             | Jenő Ébert           | ?                       | ?                       |
| 1962 (detalhes)             | Károly Ujlaky        | ?                       | ?                       |
| 1963 (detalhes)             | Jenő Ébert           | ?                       | ?                       |
| 1964 (detalhes)             | Jenő Ébert           | ?                       | ?                       |
| 1965 (detalhes)             | Jenő Ébert           | ?                       | ?                       |
| 1966 (detalhes)             | Jenő Ébert           | ?                       | ?                       |
| 1967 (detalhes)             | Jenő Ébert           | ?                       | ?                       |
| 1968 (detalhes)             | Jenő Ébert           | ?                       | ?                       |
| 1969 (detalhes)             | Zoltán Horváth       | ?                       | ?                       |
| 1970 (detalhes)             | László Vajda         | ?                       | ?                       |
| 1971 (detalhes)             | László Vajda         | ?                       | ?                       |
| 1972 (detalhes)             | László Vajda         | ?                       | ?                       |
| 1973 (detalhes)             | László Vajda         | ?                       | ?                       |
| 1974 (detalhes)             | László Vajda         | ?                       | ?                       |
| 1975 (detalhes)             | László Vajda         | ?                       | ?                       |
| 1976 (detalhes)             | László Vajda         | ?                       | ?                       |
| 1977 (detalhes)             | László Vajda         | ?                       | ?                       |
| 1978 (detalhes)             | László Vajda         | ?                       | ?                       |
| 1979 (detalhes)             | László Vajda         | ?                       | ?                       |
| 1980 (detalhes)             | István Simon         | ?                       | ?                       |
| 1981 (detalhes)             | István Simon         | ?                       | ?                       |
| 1982 (detalhes)             | András Száraz        | ?                       | ?                       |
| 1983 (detalhes)             | András Száraz        | ?                       | ?                       |
| 1984 (detalhes)             | András Száraz        | ?                       | ?                       |
| 1985 (detalhes)             | Imre Raábe           | ?                       | ?                       |
| 1986 (detalhes)             | András Száraz        | ?                       | ?                       |
| 1987 (detalhes)             | András Száraz        | ?                       | ?                       |
| 1988 (detalhes)             | András Száraz        | ?                       | ?                       |
| 1989 (detalhes)             | András Száraz        | ?                       | ?                       |
| 1990 (detalhes)             | András Száraz        | ?                       | ?                       |
| 1991 (detalhes)             | Péter Kovács         | ?                       | ?                       |
| Budapeste 1992 (detalhes)   | Balázs Grenczer      | ?                       | ?                       |
| Budapeste 1993 (detalhes)   | Szabolcs Vidrai      | ?                       | ?                       |
| Budapeste 1994 (detalhes)   | Zsolt Kerekes        | ?                       | ?                       |
| Budapeste 1995 (detalhes)   | Zsolt Kerekes        | ?                       | ?                       |
| Budapeste 1996 (detalhes)   | Szabolcs Vidrai      | Zoltán Tóth             | ?                       |
| Budapeste 1997 (detalhes)   | Szabolcs Vidrai      | ?                       | ?                       |
| Budapeste 1998 (detalhes)   | Szabolcs Vidrai      | ?                       | Zoltán Tóth             |
| 1999 (detalhes)             | Szabolcs Vidrai      | Zoltán Tóth             | ?                       |
| 2000 (detalhes)             | Szabolcs Vidrai      | Bertalan Zákány         | Zoltán Tóth             |
| Dunaújváros 2001 (detalhes) | Zoltán Tóth          | Szabolcs Vidrai         | Bertalan Zákány         |
| 2002 (detalhes)             | Bertalan Zákány      | Zoltán Tóth             | nenhum outro competidor |
| Budapeste 2003 (detalhes)   | Zoltán Tóth          | Bertalan Zákány         | nenhum outro competidor |
| Budapeste 2004 (detalhes)   | Zoltán Tóth          | Bertalan Zákány         | nenhum outro competidor |
| Budapeste 2005 (detalhes)   | Zoltán Tóth          | György Beck             | nenhum outro competidor |
| Budapeste 2006 (detalhes)   | Zoltán Tóth          | Bertalan Zákány         | Tigran Vardanjan        |
| Budapeste 2007 (detalhes)   | Tigran Vardanjan     | Márton Markó            | nenhum outro competidor |
| Budapeste 2008 (detalhes)   | Tigran Vardanjan     | Mark Magyar             | nenhum outro competidor |
| Budapeste 2009 (detalhes)   | Tigran Vardanjan     | Márton Markó            | nenhum outro competidor |
| Budapeste 2010 (detalhes)   | Márton Markó         | Tigran Vardanjan        | nenhum outro competidor |
| Budapeste 2011 (detalhes)   | Tigran Vardanjan     | Kristóf Forgó           | Márton Markó            |
| Budapeste 2012 (detalhes)   | Márton Markó         | Kristóf Forgó           | nenhum outro competidor |
| Budapeste 2013 (detalhes)   | Márton Markó         | Kristóf Forgó           | nenhum outro competidor |
| Bratislava 2014 (detalhes)  | Márton Markó         | Kristóf Forgó           | nenhum outro competidor |
| Budapeste 2015 (detalhes)   | Kristóf Forgó        | nenhum outro competidor | nenhum outro competidor |
| Třinec 2016 (detalhes)      | Alexander Maszljanko | Alexander Borovoj       | Máté Böröcz             |
| Katowice 2017 (detalhes)    | Alexander Borovoj    | András Csernoch         | nenhum outro competidor |

### Individual feminino
| Evento                      | Ouro                 | Prata                | Bronze                    |
| 1924 (detalhes)             | Gitta Tóth           | ?                    | ?                         |
| 1925 (detalhes)             | Gitta Tóth           | ?                    | ?                         |
| 1926 (detalhes)             | Lotti Stieber        | ?                    | ?                         |
| 1927 (detalhes)             | Lotti Stieber        | ?                    | ?                         |
| 1928 (detalhes)             | Edit Hecht           | ?                    | ?                         |
| 1929 (detalhes)             | Piri Levitzky        | ?                    | ?                         |
| 1930 (detalhes)             | Piri Levitzky        | ?                    | ?                         |
| 1931 (detalhes)             | Piri Levitzky        | ?                    | ?                         |
| 1932 (detalhes)             | Magda Imrédy         | ?                    | ?                         |
| 1933 (detalhes)             | Magda Imrédy         | ?                    | ?                         |
| 1934 (detalhes)             | Magda Imrédy         | ?                    | ?                         |
| 1935 (detalhes)             | Nadine Szilassy      | ?                    | ?                         |
| 1936 (detalhes)             | Éva Botond           | ?                    | ?                         |
| 1937 (detalhes)             | Nadine Szilassy      | ?                    | ?                         |
| 1938 (detalhes)             | Nadine Szilassy      | ?                    | ?                         |
| 1939 (detalhes)             | Éva Botond           | ?                    | ?                         |
| 1940 (detalhes)             | Éva Botond           | ?                    | ?                         |
| 1941 (detalhes)             | Györgyi Botond       | ?                    | ?                         |
| 1942 (detalhes)             | Györgyi Botond       | ?                    | ?                         |
| 1943 (detalhes)             | Györgyi Botond       | ?                    | ?                         |
| 1944 (detalhes)             | Györgyi Botond       | ?                    | ?                         |
| 1945                        | Não houve competição | Não houve competição | Não houve competição      |
| 1946 (detalhes)             | Éva Saáry            | ?                    | ?                         |
| 1947 (detalhes)             | Marika Saáry         | ?                    | ?                         |
| 1948 (detalhes)             | Marika Saáry         | ?                    | ?                         |
| 1949 (detalhes)             | Marika Saáry         | ?                    | ?                         |
| 1950 (detalhes)             | Klára Erdős          | ?                    | ?                         |
| Budapeste 1951 (detalhes)   | Éva Saáry            | ?                    | ?                         |
| Budapeste 1952 (detalhes)   | Éva Saáry            | ?                    | ?                         |
| 1953 (detalhes)             | Hédi Pálinkás        | ?                    | ?                         |
| Budapeste 1954 (detalhes)   | Eszter Jurek         | ?                    | ?                         |
| 1955 (detalhes)             | Eszter Jurek         | ?                    | ?                         |
| 1956 (detalhes)             | Eszter Jurek         | ?                    | ?                         |
| 1957 (detalhes)             | Helga Zöllner        | ?                    | ?                         |
| 1958 (detalhes)             | Helga Zöllner        | ?                    | ?                         |
| 1959 (detalhes)             | Helga Zöllner        | ?                    | ?                         |
| 1960 (detalhes)             | Helga Zöllner        | ?                    | ?                         |
| 1961 (detalhes)             | Helga Zöllner        | ?                    | ?                         |
| 1962 (detalhes)             | Helga Zöllner        | ?                    | ?                         |
| 1963 (detalhes)             | Zsuzsa Szentmiklóssy | Zsuzsa Almássy       | ?                         |
| 1964 (detalhes)             | Zsuzsa Almássy       | ?                    | ?                         |
| 1965 (detalhes)             | Zsuzsa Szentmiklóssy | Zsuzsa Almássy       | ?                         |
| 1966 (detalhes)             | Zsuzsa Almássy       | ?                    | ?                         |
| 1967 (detalhes)             | Zsuzsa Almássy       | ?                    | ?                         |
| 1968 (detalhes)             | Zsuzsa Almássy       | ?                    | ?                         |
| 1969 (detalhes)             | Zsuzsa Almássy       | ?                    | ?                         |
| 1970 (detalhes)             | Zsuzsa Almássy       | ?                    | ?                         |
| 1971 (detalhes)             | Vera Varga           | ?                    | ?                         |
| 1972 (detalhes)             | Vera Varga           | ?                    | ?                         |
| 1973 (detalhes)             | Ágnes Erős           | ?                    | ?                         |
| 1974 (detalhes)             | Ágnes Erős           | ?                    | ?                         |
| 1975 (detalhes)             | Ágnes Erős           | ?                    | ?                         |
| 1976 (detalhes)             | Ildikó Segesdi       | ?                    | ?                         |
| 1977 (detalhes)             | Ágnes Erős           | ?                    | ?                         |
| 1978 (detalhes)             | Ágnes Erős           | ?                    | ?                         |
| 1979 (detalhes)             | Ágnes Erős           | ?                    | ?                         |
| 1980 (detalhes)             | Ildikó Segesdi       | ?                    | ?                         |
| 1981 (detalhes)             | Éva Demény           | ?                    | ?                         |
| 1982 (detalhes)             | Nóra Miklósy         | ?                    | ?                         |
| 1983 (detalhes)             | Nóra Miklósy         | ?                    | ?                         |
| 1984 (detalhes)             | Tamara Téglássy      | ?                    | ?                         |
| 1985 (detalhes)             | Tamara Téglássy      | ?                    | ?                         |
| 1986 (detalhes)             | Tamara Téglássy      | ?                    | ?                         |
| 1987 (detalhes)             | Tamara Téglássy      | ?                    | ?                         |
| 1988 (detalhes)             | Tamara Téglássy      | ?                    | ?                         |
| 1989 (detalhes)             | Tamara Téglássy      | ?                    | ?                         |
| 1990 (detalhes)             | Tamara Téglássy      | ?                    | ?                         |
| 1991 (detalhes)             | Tamara Téglássy      | ?                    | ?                         |
| Budapeste 1992 (detalhes)   | Krisztina Czakó      | ?                    | ?                         |
| Budapeste 1993 (detalhes)   | Krisztina Czakó      | ?                    | ?                         |
| Budapeste 1994 (detalhes)   | Krisztina Czakó      | ?                    | ?                         |
| Budapeste 1995 (detalhes)   | Krisztina Czakó      | Júlia Sebestyén      | Diána Póth                |
| Budapeste 1996 (detalhes)   | Krisztina Czakó      | Diána Póth           | Barbara Maros             |
| Budapeste 1997 (detalhes)   | Krisztina Czakó      | Diána Póth           | Júlia Sebestyén           |
| Budapeste 1998 (detalhes)   | Krisztina Czakó      | ?                    | Diána Póth                |
| 1999 (detalhes)             | Diána Póth           | Júlia Sebestyén      | Katalin Szakal            |
| 2000 (detalhes)             | Diána Póth           | Júlia Sebestyén      | Tamara Dorofejev          |
| Dunaújváros 2001 (detalhes) | Tamara Dorofejev     | Júlia Sebestyén      | Diána Póth                |
| 2002 (detalhes)             | Júlia Sebestyén      | Tamara Dorofejev     | Viktória Pavuk            |
| Budapeste 2003 (detalhes)   | Júlia Sebestyén      | Diána Póth           | Tamara Dorofejev          |
| Budapeste 2004 (detalhes)   | Júlia Sebestyén      | Viktória Pavuk       | Tamara Dorofejev          |
| Budapeste 2005 (detalhes)   | Júlia Sebestyén      | Diána Póth           | Bianka Pádár              |
| Budapeste 2006 (detalhes)   | Júlia Sebestyén      | Diána Póth           | Katherine Hadford         |
| Budapeste 2007 (detalhes)   | Júlia Sebestyén      | Viktória Pavuk       | Katherine Hadford         |
| Budapeste 2008 (detalhes)   | Júlia Sebestyén      | Katherine Hadford    | Viktória Pavuk            |
| Budapeste 2009 (detalhes)   | Júlia Sebestyén      | Bianka Pádár         | Katherine Hadford         |
| Budapeste 2010 (detalhes)   | Júlia Sebestyén      | Katherine Hadford    | Chelsea-Rose Chiappa      |
| Budapeste 2011 (detalhes)   | Viktória Pavuk       | Chelsea-Rose Chiappa | Bianka Pádár              |
| Budapeste 2012 (detalhes)   | Chelsea-Rose Chiappa | Regina Borbély       | Annamária Szolga          |
| Budapeste 2013 (detalhes)   | Eszter Szombathelyi  | Regina Borbély       | Bernadett Szakács         |
| Bratislava 2014 (detalhes)  | Ivett Tóth           | Bernadett Szakács    | Eszter Szombathelyi       |
| Budapeste 2015 (detalhes)   | Ivett Tóth           | Eszter Szombathelyi  | nenhuma outra competidora |
| Třinec 2016 (detalhes)      | Ivett Tóth           | Fruzsina Medgyesi    | Júlia Bátori              |
| Katowice 2017 (detalhes)    | Ivett Tóth           | Júlia Bátori         | Eszter Szombathelyi       |

### Duplas
| Evento                    | Ouro                                     | Prata                       | Bronze                      |
| 1928 (detalhes)           | Olga Orgonista Sándor Szalay             | ?                           | ?                           |
| 1929 (detalhes)           | Olga Orgonista Sándor Szalay             | ?                           | ?                           |
| 1930 (detalhes)           | Olga Orgonista Sándor Szalay             | ?                           | ?                           |
| 1931 (detalhes)           | Emília Rotter László Szollás             | ?                           | ?                           |
| 1932 (detalhes)           | Emília Rotter László Szollás             | ?                           | ?                           |
| 1933 (detalhes)           | Emília Rotter László Szollás             | ?                           | ?                           |
| 1934 (detalhes)           | Emília Rotter László Szollás             | ?                           | ?                           |
| 1935 (detalhes)           | Emília Rotter László Szollás             | ?                           | ?                           |
| 1936 (detalhes)           | Emília Rotter László Szollás             | ?                           | ?                           |
| 1937 (detalhes)           | Piroska Szekrényessy Attila Szekrényessy | ?                           | ?                           |
| 1938 (detalhes)           | Piroska Szekrényessy Attila Szekrényessy | ?                           | ?                           |
| 1939 (detalhes)           | Piroska Szekrényessy Attila Szekrényessy | ?                           | ?                           |
| 1940 (detalhes)           | Nadine Szilassy Ferenc Kertész           | ?                           | ?                           |
| 1941 (detalhes)           | Piroska Szekrényessy Attila Szekrényessy | ?                           | ?                           |
| 1942 (detalhes)           | Piroska Szekrényessy Attila Szekrényessy | ?                           | ?                           |
| 1943 (detalhes)           | Piroska Szekrényessy Attila Szekrényessy | ?                           | ?                           |
| 1944 (detalhes)           | Andrea Kékesy Ede Király                 | ?                           | ?                           |
| 1945                      | Não houve competição                     | Não houve competição        | Não houve competição        |
| 1946 (detalhes)           | György Botond Ferenc Kertész             | ?                           | ?                           |
| 1947 (detalhes)           | Andrea Kékesy Ede Király                 | ?                           | ?                           |
| 1948 (detalhes)           | Andrea Kékesy Ede Király                 | ?                           | ?                           |
| 1949 (detalhes)           | Andrea Kékesy Ede Király                 | ?                           | ?                           |
| 1950 (detalhes)           | Marianna Nagy László Nagy                | ?                           | ?                           |
| Budapeste 1951 (detalhes) | Marianna Nagy László Nagy                | ?                           | ?                           |
| Budapeste 1952 (detalhes) | Marianna Nagy László Nagy                | ?                           | ?                           |
| 1953 (detalhes)           | Eva Szőllősy Gabor Vida                  | ?                           | ?                           |
| Budapeste 1954 (detalhes) | Marianna Nagy László Nagy                | ?                           | ?                           |
| 1955 (detalhes)           | Marianna Nagy László Nagy                | ?                           | ?                           |
| 1956 (detalhes)           | Marianna Nagy László Nagy                | ?                           | ?                           |
| 1957 (detalhes)           | Marianna Nagy László Nagy                | ?                           | ?                           |
| 1958 (detalhes)           | Marianna Nagy László Nagy                | ?                           | ?                           |
| 1959 (detalhes)           | M. Terlanday László Kondi                | ?                           | ?                           |
| 1960                      | Não houve disputa de duplas              | Não houve disputa de duplas | Não houve disputa de duplas |
| 1961 (detalhes)           | Mária Csordás László Kondi               | ?                           | ?                           |
| 1962 (detalhes)           | Mária Csordás László Kondi               | ?                           | ?                           |
| 1963 (detalhes)           | Mária Csordás László Kondi               | ?                           | ?                           |
| 1964 (detalhes)           | Mária Csordás László Kondi               | ?                           | ?                           |
| 1965 (detalhes)           | Mária Csordás László Kondi               | ?                           | ?                           |
| 1966 (detalhes)           | Mária Csordás László Kondi               | ?                           | ?                           |
| 1967                      | Não houve disputa de duplas              | Não houve disputa de duplas | Não houve disputa de duplas |
| 1968 (detalhes)           | I. Jakabffy László Kondi                 | ?                           | ?                           |
| 1969 (detalhes)           | I. Jakabffy László Kondi                 | ?                           | ?                           |
| 1970 (detalhes)           | Éva Farkas Tamas Korpás                  | ?                           | ?                           |
| 1971 (detalhes)           | Éva Farkas G. Kiliti                     | ?                           | ?                           |
| 1972 (detalhes)           | Éva Farkas G. Kiliti                     | ?                           | ?                           |
| 1973 (detalhes)           | K. Iván György Juhász                    | ?                           | ?                           |
| 1974 (detalhes)           | K. Iván György Juhász                    | ?                           | ?                           |
| 1975 (detalhes)           | K. Iván György Juhász                    | ?                           | ?                           |
| 1976 (detalhes)           | A. Balogh M. Fürjes                      | ?                           | ?                           |
| 1977–2007                 | Não houve disputa de duplas              | Não houve disputa de duplas | Não houve disputa de duplas |
| Budapeste 2008 (detalhes) | Natalie Ganem Kristóf Trefil             | nenhum outro competidor     | nenhum outro competidor     |
| 2009                      | Não houve disputa de duplas              | Não houve disputa de duplas | Não houve disputa de duplas |
| Budapeste 2010 (detalhes) | Viktória Hacht Kristóf Trefil            | nenhum outro competidor     | nenhum outro competidor     |
| 2011–2015                 | Não houve disputa de duplas              | Não houve disputa de duplas | Não houve disputa de duplas |
| Třinec 2016 (detalhes)    | Anna Marie Pearce Mark Magyar            | nenhum outro competidor     | nenhum outro competidor     |
| 2017                      | Não houve disputa de duplas              | Não houve disputa de duplas | Não houve disputa de duplas |

### Dança no gelo
| Evento                      | Ouro                               | Prata                              | Bronze                             |
| 1949 (detalhes)             | Aranka Tóth Endre Tóth             | ?                                  | ?                                  |
| 1950 (detalhes)             | Edith Parádi Josef Parádi          | ?                                  | ?                                  |
| Budapeste 1951 (detalhes)   | Rozsa Madarász Gyula Madarász      | ?                                  | ?                                  |
| Budapeste 1952 (detalhes)   | Aranka Tóth Endre Tóth             | ?                                  | ?                                  |
| 1953 (detalhes)             | Rozsa Madarász Gyula Madarász      | ?                                  | ?                                  |
| Budapeste 1954 (detalhes)   | Rozsa Madarász Gyula Madarász      | ?                                  | ?                                  |
| 1955 (detalhes)             | Rozsa Madarász Gyula Madarász      | ?                                  | ?                                  |
| 1956 (detalhes)             | Rozsa Madarász Gyula Madarász      | ?                                  | ?                                  |
| 1957 (detalhes)             | A. Peters Z. Tölgyesi              | ?                                  | ?                                  |
| 1958 (detalhes)             | Aranka Tóth Endre Tóth             | ?                                  | ?                                  |
| 1959 (detalhes)             | György Korda Pál Vásárhelyi        | ?                                  | ?                                  |
| 1960 (detalhes)             | György Korda Pál Vásárhelyi        | ?                                  | ?                                  |
| 1961 (detalhes)             | György Korda Pál Vásárhelyi        | ?                                  | ?                                  |
| 1962 (detalhes)             | György Korda Pál Vásárhelyi        | ?                                  | ?                                  |
| 1963 (detalhes)             | György Korda Pál Vásárhelyi        | ?                                  | ?                                  |
| 1964 (detalhes)             | György Korda Pál Vásárhelyi        | ?                                  | ?                                  |
| 1965 (detalhes)             | György Korda Pál Vásárhelyi        | ?                                  | ?                                  |
| 1966 (detalhes)             | Edit Mató Karoly Csanády           | ?                                  | ?                                  |
| 1967 (detalhes)             | Edit Mató Karoly Csanády           | ?                                  | ?                                  |
| 1968 (detalhes)             | Edit Mató Karoly Csanády           | ?                                  | ?                                  |
| 1969 (detalhes)             | Edit Mató Karoly Csanády           | ?                                  | ?                                  |
| 1970 (detalhes)             | Ilona Berecz István Sugár          | ?                                  | ?                                  |
| 1971 (detalhes)             | Ilona Berecz István Sugár          | ?                                  | ?                                  |
| 1972 (detalhes)             | Krisztina Regőczy András Sallay    | ?                                  | ?                                  |
| 1973 (detalhes)             | Krisztina Regőczy András Sallay    | ?                                  | ?                                  |
| 1974 (detalhes)             | Krisztina Regőczy András Sallay    | ?                                  | ?                                  |
| 1975 (detalhes)             | Krisztina Regőczy András Sallay    | ?                                  | ?                                  |
| 1976 (detalhes)             | Krisztina Regőczy András Sallay    | ?                                  | ?                                  |
| 1977 (detalhes)             | Krisztina Regőczy András Sallay    | ?                                  | ?                                  |
| 1978 (detalhes)             | Krisztina Regőczy András Sallay    | ?                                  | ?                                  |
| 1979 (detalhes)             | Krisztina Regőczy András Sallay    | ?                                  | ?                                  |
| 1980 (detalhes)             | Krisztina Regőczy András Sallay    | ?                                  | ?                                  |
| 1981 (detalhes)             | Gabriella Remport Sándor Nagy      | ?                                  | ?                                  |
| 1982 (detalhes)             | Judit Péterfy Csaba Bálint         | ?                                  | ?                                  |
| 1983 (detalhes)             | Judit Péterfy Csaba Bálint         | ?                                  | ?                                  |
| 1984 (detalhes)             | Gabriella Remport Sándor Nagy      | ?                                  | ?                                  |
| 1985 (detalhes)             | Klára Engi Attila Tóth             | ?                                  | ?                                  |
| 1986 (detalhes)             | Klára Engi Attila Tóth             | ?                                  | ?                                  |
| 1987 (detalhes)             | Klára Engi Attila Tóth             | ?                                  | ?                                  |
| 1988 (detalhes)             | Klára Engi Attila Tóth             | ?                                  | ?                                  |
| 1989 (detalhes)             | Klára Engi Attila Tóth             | ?                                  | ?                                  |
| 1990 (detalhes)             | Klára Engi Attila Tóth             | ?                                  | ?                                  |
| 1991 (detalhes)             | Klára Engi Attila Tóth             | ?                                  | ?                                  |
| Budapeste 1992 (detalhes)   | Klára Engi Attila Tóth             | ?                                  | ?                                  |
| Budapeste 1993 (detalhes)   | Regina Woodward Csaba Szentpéteri  | ?                                  | ?                                  |
| Budapeste 1994 (detalhes)   | Noemi Vedres Endre Szentirmai      | ?                                  | ?                                  |
| Budapeste 1995 (detalhes)   | Enikő Berkes Szilárd Tóth          | ?                                  | ?                                  |
| Budapeste 1996 (detalhes)   | Enikő Berkes Endre Szentirmai      | ?                                  | ?                                  |
| Budapeste 1997 (detalhes)   | Bianca Szíjgyártó Szilárd Tóth     | ?                                  | ?                                  |
| Budapeste 1998 (detalhes)   | Kornelia Bárány András Rosnyik     | ?                                  | ?                                  |
| 1999 (detalhes)             | Bianca Szíjgyártó Tamas Sári       | ?                                  | ?                                  |
| 2000 (detalhes)             | Zita Gebora András Visontai        | ?                                  | ?                                  |
| Dunaújváros 2001 (detalhes) | Zita Gebora András Visontai        | ?                                  | ?                                  |
| 2002 (detalhes)             | Zita Gebora András Visontai        | nenhum outro competidor            | nenhum outro competidor            |
| Budapeste 2003 (detalhes)   | Nóra Hoffmann Attila Elek          | Patricia Pavuk András Rosnik       | nenhum outro competidor            |
| Budapeste 2004 (detalhes)   | Nóra Hoffmann Attila Elek          | Cassandra Nyerges Balázs Gebhardt  | nenhum outro competidor            |
| Budapeste 2005 (detalhes)   | Nóra Hoffmann Attila Elek          | Cassandra Nyerges Balázs Gebhardt  | nenhum outro competidor            |
| Budapeste 2006 (detalhes)   | Nóra Hoffmann Attila Elek          | Zsuzsanna Nagy György Elek         | nenhum outro competidor            |
| Budapeste 2007 (detalhes)   | Nóra Hoffmann Attila Elek          | Zsuzsanna Nagy György Elek         | nenhum outro competidor            |
| Budapeste 2008 (detalhes)   | Krisztina Barta Ádám Tóth          | nenhum outro competidor            | nenhum outro competidor            |
| Budapeste 2009 (detalhes)   | Nóra Hoffmann Maxim Zavozin        | nenhum outro competidor            | nenhum outro competidor            |
| Budapeste 2010 (detalhes)   | Nóra Hoffmann Maxim Zavozin        | Zsuzsanna Nagy Máté Fejes          | nenhum outro competidor            |
| Budapeste 2011 (detalhes)   | Nóra Hoffmann Maxim Zavozin        | Zsuzsanna Nagy Máté Fejes          | Dóra Turóczi Balázs Major          |
| Budapeste 2012 (detalhes)   | Zsuzsanna Nagy Máté Fejes          | Dóra Turóczi Balázs Major          | nenhum outro competidor            |
| Budapeste 2013 (detalhes)   | Zsuzsanna Nagy Máté Fejes          | Dóra Turóczi Balázs Major          | Tamara Turóczi Daniel Mayer        |
| Bratislava 2014 (detalhes)  | Dóra Turóczi Balázs Major          | nenhum outro competidor            | nenhum outro competidor            |
| Budapeste 2015 (detalhes)   | Szilvia Magyar Dániel Majer        | Beatrix Pipek József Kalman        | nenhum outro competidor            |
| 2016–2017                   | Não houve disputa de dança no gelo | Não houve disputa de dança no gelo | Não houve disputa de dança no gelo |